# Thomas Wyse
Pour les articles homonymes, voir Wyse.
Sir Thomas Wyse (9 décembre 1791 – 16 avril 1862), est un homme politique et un diplomate irlandais, appartenant à une famille aristocratique attachée à l'Église catholique romaine. Il est membre du Parlement britannique en 1830, et député entre 1838 et 1847 du comté de Tipperary (Irlande). Thomas Wyse est Lord de la trésorerie, sous-secrétaire du bureau de contrôle des affaires en Inde, membre du conseil privé, haut diplomate en fonction et ministre plénipotentiaire auprès du royaume de Grèce, et commandeur de l'ordre du Bain. Homme d'État, Thomas Wyse est un grand orateur, mais aussi écrivain.

## Biographie
Wyse fait ses études à Stonyhurst College et au Trinity College de Dublin. En 1815, il voyage en Italie, en Grèce, en Égypte et en Palestine pendant plusieurs années. 

## Vie conjugale
En 1821, il épouse Lætitia Bonaparte, fille de Lucien Bonaparte, et après avoir séjourné pendant un certain temps, à Viterbe, dans les États pontificaux, il retourne en Irlande en 1825, pour assurer son héritage familial. Ils ont deux enfants, mais le mariage ne dure pas et le couple se sépare sans divorcer. 
Laetitia vit maritalement avec le capitaine Studholm Hodgson (1805-1890), un officier de l'armée britannique dont elle a trois enfants qui, selon la loi, portent le nom de son mari.

## Vie politique
Thomas Wyse utilise ses talents d'orateur pour défendre la cause des catholiques. La série de lois pénales anglaises du XVIIe siècle qui interdisait divers droits civiques aux catholiques romains et obligeait de recevoir les sacrements pour occuper un emploi public, est abolie par le roi George IV. Toutes les mesures discriminatoires sont abrogées par le Roman Catholic Relief Act de 1829. 
En 1830, après l'adoption de cette loi sur les catholiques, il milite au Parti libéral. 
Soucieux d'assurer une amélioration à l'éducation du peuple irlandais, certaines de ses propositions sont acceptées par Edward Stanley. Il est chargé de fournir un rapport au gouvernement sur l'état de l'éducation en Irlande. Certains collèges provinciaux ont été restaurés à Cork, Galway et Belfast grâce à son action en faveur de l'instruction.

## Mariage et descendance
Il épouse Lætitia Bonaparte, fille de Lucien Bonaparte. Ils ont cinq enfants :
- Napoleon Alfred Bonaparte-Wyse (1822-1895) ;
- William Charles Bonaparte-Wyse (1826-1892), soldat et poète.
- Marie Lætitia Bonaparte-Wyse (1831-1902), poète et femme de lettres française ;
- Adeline Bonaparte-Wyse (1838-1899), femme du militaire et ingénieur hongrois István Türr ;
- Lucien Napoléon Bonaparte-Wyse (1845-1909), promoteur du canal de Panama[1].

De notoriété publique, les trois plus jeunes enfants ont pour père, Studholm John Hodgson (1805-1890), capitaine dans l'armée britannique, qui vit maritalement avec la princesse Laetitia, mais reconnus par le mari officiel pour éviter le scandale.

## Source
- (en) James Johnston Auchmuty, Sir Thomas Wyse, 1791-1862: the life and career of an educator and diplomat, P. S. King & sons, ltd., 1939, 320 p. (lire en ligne)